# سنتز آمینو اسید اشترکر
سنتز آمینو اسید اشترکر (به آلمانی: Strecker) (در تلفظ انگلیسی استرکر خوانده می‌شود) که به شکل ساده با عنوان سنتز اشترکر نیز شناخته می‌شود، روشی برای سنتز آمینو اسیدها از واکنش یک آلدهید با آمونیاک در حضور پتاسیم سیانید است. در طی واکنش تراکمی، یک α-آمینونیتریل تولید می‌شود که متعاقباً هیدرولیز شده و آمینو اسید مورد نظر را ایجاد می‌کند. این روش به صورت تجاری برای تولید متیونینِ راسمیک از متیونال استفاده می‌شود.
در حالی که استفاده از نمک‌های آمونیوم، آمینو اسیدهای استخلاف‌نشده می‌دهد، آمین‌های نوع اول و دوم آمینو اسیدهای استخلاف‌شده می‌دهند. به همین ترتیب، استفاده از کتون‌ها، به جای آلدهیدها، آمینو اسیدهای α، α-استخلافی می‌دهد.

## سازوکار واکنش
در بخش اول واکنش، اکسیژنِ کربونیلِ یک آلدهید پروتونه می‌شود و به دنبال آن یک حمله هسته‌دوستی آمونیاک به کربنِ کربونیل انجام می‌شود. پس از تبادل پروتون بعدی، آب از حدواسط یون ایمینیم جدا می‌شود. سپس یک یون سیانید به کربن ایمینیم حمله می‌کند و یک آمینونیتریل تولید می‌کند.
در بخش دوم سنتز اشترکر، نیتروژنِ نیتریلِ آمینونیتریل پروتونه می‌شود و کربنِ نیتریل توسط یک مولکول آب مورد حمله قرار می‌گیرد. در ادامه پس از تبادل پروتون و حمله هسته دوستی آب به کربنِ نیتریل سابق، یک ۲٬۱-دی‌آمینو-دی‌ال تشکیل می‌شود. آمونیاک متعاقباً پس از پروتونه‌شدن گروه آمینو از بین می‌رود و در نهایت از پروتون‌زدایی یک گروه هیدروکسیل یک آمینو اسید تولید می‌شود.
یکی از نمونه‌های سنتز اشترکر، سنتز مشتق ال-والین در مقادیر بالا است که از متیل ایزوپروپیل کتون شروع می‌شود:

## واکنش‌های اشترکر نامتقارن
واکنش‌های اشترکر نامتقارن به خوبی توسعه یافته‌اند. با جایگزینی (S)-آلفا-فنیل‌اتیل‌آمین به جای آمونیاک به عنوان کمکی کایرال، محصول نهایی واکنش آلانین کایرال خواهد بود.
واکنش اشترکرِ نامتقارنِ کاتالیزوری را می‌توان با استفاده از کاتالیزورهای مشتق شده از تیواوره انجام داد. در سال ۲۰۱۲ یک کاتالیزور مشتق شده از BINOL برای تولید آنیونِ سیانیدِ کایرال استفاده شد.

سنتز اشترکرِ نامتقارنِ کاتالیزوری.

## تاریخچه
شیمیدان آلمانی آدولف اشترکر مجموعه‌ای از واکنش‌های شیمیایی را کشف کرد که یک آمینو اسید از یک آلدهید یا کتون تولید می‌کند. استفاده از آمونیاک یا نمک‌های آمونیوم در این واکنش آمینو اسیدهای استخلاف‌نشده می‌دهد. در واکنش اولیه اشترکر، استالدهید، آمونیاک و هیدروژن سیانید با هم ترکیب شدند و پس از هیدرولیز، آلانین تشکیل شد. مشخص شده‌است که استفاده از آمین‌های نوع اول و دوم به جای آمونیوم باعث تولید آمینو اسیدهای N-استخلافی می‌شود.
سنتز کلاسیک اشترکر مخلوط راسمیکی از α-آمینو اسیدها تولید می‌کند، اما چندین روش جایگزین با استفاده از کمکی‌های نامتقارن یا کاتالیزورهای نامتقارن توسعه داده شده‌است.
واکنش نامتقارن اشترکر توسط هارادا در سال ۱۹۶۳ گزارش شد. اولین سنتز نامتقارن از طریق یک کاتالیزور کایرال در سال ۱۹۹۶ گزارش شد.

## سنتز تجاری آمینو اسیدها
روش‌های مختلفی برای سنتز آمینو اسیدها به غیر از سنتز اشترکر وجود دارد.
تولید تجاری آمینو اسیدها معمولاً به باکتری‌های جهش یافته متکی است که با استفاده از گلوکز به عنوان منبع کربن، آمینو اسیدها را به صورت منفرد در مقادیر بالا تولید می‌کنند. در غیر این صورت آمینو اسیدها با تبدیل آنزیمی واسطه‌های سنتزی تولید می‌شوند. ۲-آمینوتیازولین-۴-کربوکسیلیک اسید یک واسطه در سنتز صنعتی ال-سیستئین است. آسپارتیک اسید با افزودن آمونیاک به فومارات با استفاده از لیاز تولید می‌شود.
یکی از قدیمی‌ترین روش‌ها با برم‌دار کردن در کربن آلفای یک کربوکسیلیک اسید شروع می‌شود. سپس جانشینی هسته‌دوستی با آمونیاک، آلکیل برومید را به آمینو اسید تبدیل می‌کند.

## همچنین ببینید
- واکنش بوخرر–برگز